# G-клітина
G-клітина — це тип клітин, що розташовані в шлунку і дванадцятипалій кишці та секретують гастрин. G-клітини були вперше описані в 1967 році E. Solcia в антральній частині шлунку. Даний тип клітин входять до складу пілоричних залоз антрального відділу шлунка, але іноді можуть зустрічатися серед клітин підшлункової залози та дванадцятипалої кишки.

## Фізіологія
Активність G-клітин регулює парасимпатична нервова система за допомогою блукаючого нерву. Гастрин-рилізинг-пептид, що виділяється постгангліонарними волокнами вагуса, та наявність амінокислот у шлунку призводить до стимуляції секреції гастрину. Також стимулюючий ефект на G-клітини має гормон бомбезин. Гастрин в свою чергу стимулює виділення гістаміну, що має вплив на парієнтальні клітини, які секретують іони хлору (Cl−) та водню (Н+), що призводить до утворення соляної кислоти (HCl).

## Патологія
З G-клітин походить гастринома — функціонально активна ендокринна пухлина підшлункової залози, що може бути складовою МЕН1 та призводить до розвитку синдрому Золлігера — Еллісона.